# Achel

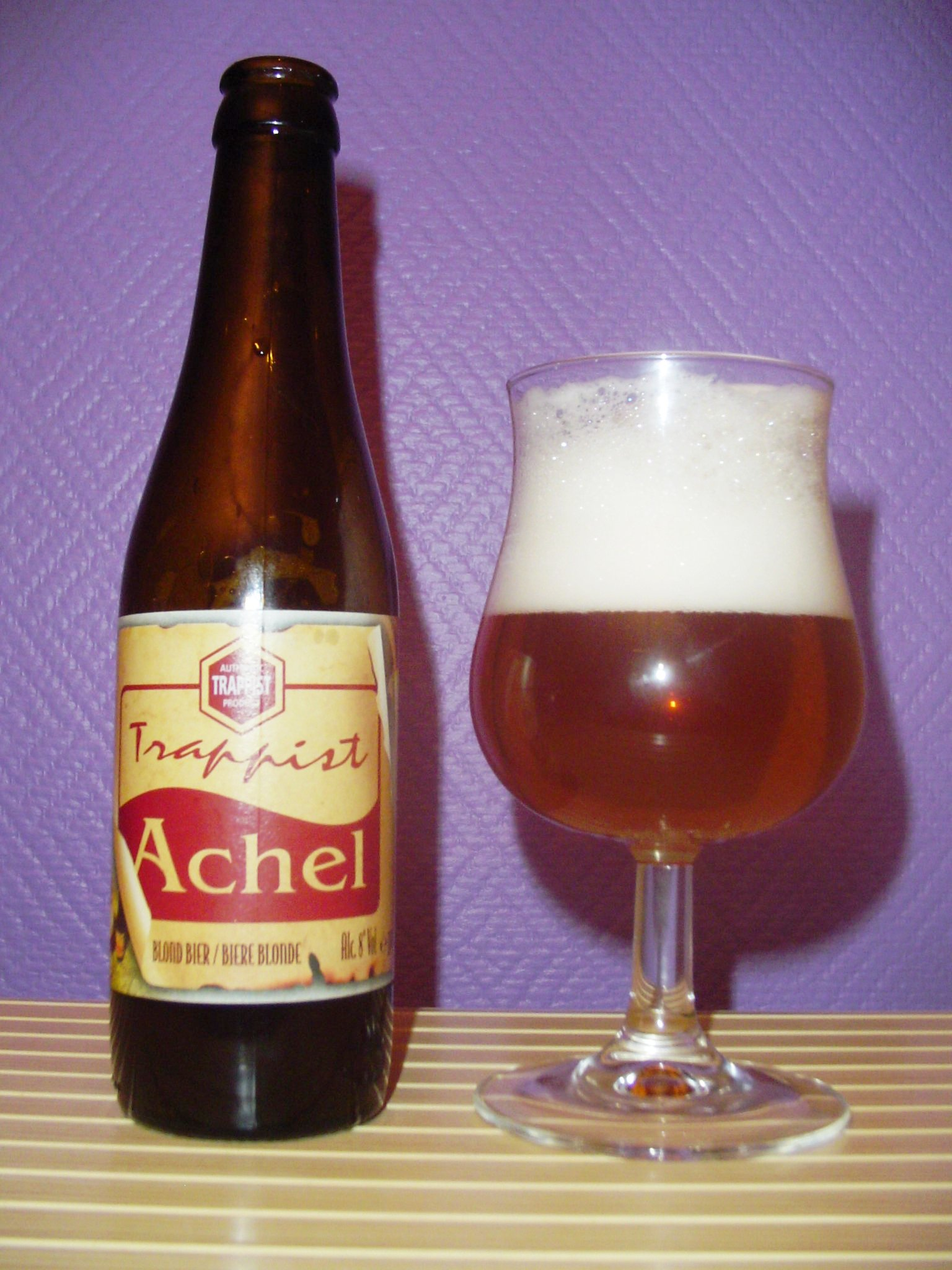
Achel 8 blond.

Achel är ett bryggeri med verksamhet i klostret Sint-Benedictusabdij de Achelse Kluis i Hamont-Achel i den belgiska provinsen Limburg. Klostret, som tillhörde trappistorden, var ett av det dussin kloster som på 2010-talet hade tillstånd att kalla sitt öl för äkta trappistöl.

## Historia
Klostret uppfördes 1846 på en plats där det tidigare funnits ett kapell sedan mitten av 1600-talet. Strax därefter började munkarna brygga öl, i första hand för eget bruk, och detta pågick fram till Första världskriget.
Under första världskriget härjades klostret av tyskarna som plundrade klostret på all koppar som fanns, bland annat i pannorna som användes för att brygga öl. Efter kriget hade kyrkan inte tillräckliga medel att återställa klostret och den öl som bryggdes gjordes av andra bryggare under licens av munkarna var endast avsedd för lokalt bruk.
1997 ställde Westmalle nödvändiga medel och personal till förfogande så att man 1998 kunde presentera sitt första eget bryggda trappistöl och 2001 introducerades "åttan" på flaska till allmän försäljning.
Achel var det minsta av de egentliga trappistbryggerierna och endast en munk var involverad i ölbryggningen. Den årliga produktionen 2011 var endast 4 160 hektoliter.

## Ölsortiment
Achels sortiment utgörs i dagsläget av tre sorters öl som finns till allmän försäljning och två sorter som säljs på plats vid klostret. 

### Achel 8 Blond
Achel Blond är ett starkare belgiskt ljust trappistöl i tripel-stil som började tappas på flaska år 2001.

### Achel 8 Bruin
Achel Bruin är ett starkare belgiskt mörkt trappistöl i dubbel-stil som började tappas på flaska år 2002.

### Achel 8 Extra Bruin
Introducerades 2002 och är ett kraftigare mörkt öl som var tänkt som julöl men munkarna blev så nöjda med det att det nu bryggs året runt.

### Övriga
- Achel 5 Blond är ett ljust fatöl med 5 % alkohol som säljs på klostrets servering.
- Achel 5 Bruin är ett mörkt fatöl med 5 % alkohol som säljs på klostrets servering.